# زابروزیه (استان اشوی‌داشکسیه)
زابروزیه (به لهستانی: Zabrodzie) یک منطقهٔ مسکونی در لهستان است که در گمینا کلوچوسکو واقع شده‌است.